# Les Mosques
Les Mosques, és una muntanya de 1.031,8 metres d'altitud situat en el terme municipal de Castell de Mur, dins de l'antic municipi de Mur, al Pallars Jussà. És a la part nord-oest del terme, però bastant centrat. Té al costat mateix el lloc de Miravet.
És, de fet, l'extrem de ponent de la mateixa carena que allotja el castell de Mur i la col·legiata de Santa Maria de Mur.
Dalt del cim de les Mosques hi ha el vèrtex geodèsic 2570911001.